# Мхитарян, Анаит Арутюновна
Анаит Мхитарян (арм. Անահիտ Մխիթարյան; род. 6 марта 1969 года в городе Эчмиадзин, Армения) — армянская оперная певица, сопрано. Анаит Мхитарян является ведущей солисткой Национального академического театра оперы и балета Армении. заслуженная артистка Республики Армения (2003).

## Биография
Анаит Мхитарян родилась в Армении, в городе Эчмиадзине. С отличием окончила фортепианное отделение Ереванского музыкального училища им. Романоса Меликяна, а затем с отличием вокальное отделение Ереванской государственной консерватории им. Комитаса. Окончила также аспирантуру вокального отделения той же консерватории.
В 1990 году молодая певица приняла участие в международном конкурсе вокалистов имени Франсиско Виньяса в Барселоне (Испания), где завоевала первую премию, золотую медаль и гран-при. Председателем жюри была Магда Оливьеро. Анаит Мхитарян удостоилась также специальной награды правительства Каталонии. В 1991 году в Италии на международном конкурсе имени Винченцо Беллини певице были присуждены первая премия, гран-при и золотая медаль. Награды Анаит Мхитарян вручила председатель жюри Джоан Сазерленд. Наконец, в 1996 году на международном конкурсе «Гайаре—Карерас» в испанском городе Памплона певица завоевала первую премию, гран-при и золотую медаль.
С 1991 года Анаит Мхитарян является ведущей солисткой Национального академического театра оперы и балета Армении. В 2003 году Анаит Мхитарян было присвоено почётное звание заслуженной артистки Республики Армения. В 2013 году в честь дня Республики Анаит Мхитарян награждена медалью «За заслуги перед Отечеством» 2-й степени..

## Творчество
Певица постоянно гастролирует, выступает в разных странах на разных сценах. Анаит Мхитарян сотрудничала с Симфоническим оркестром Испанского радио и телевидения, симфоническим оркестром «Пабло Сарасате», Симфоническим оркестром Мальмё, симфоническим оркестром оперного театра Барселоны — Гран Театро дель Лисео, Государственным симфоническим оркестром Ливана, Национальным симфоническим оркестром России, а также с дирижёрами Гомесом Мартинесом, Джанадреа Нозедой, Владимиром Спиваковым, Мигелем Ортегой и др.
Маэстро Мигель Ортега дирижировал также гала-концертом А. Мхитарян в Ереване, который певица посвятила 75-летию Национального оперного театра Армении.

### Партии
- Моцарт «Похищение из сераля» Констанца
- Россини «Севильский цирюльник» Розина
- Беллини «Норма» Норма
- Беллини «Пуритане» Эльвира
- Мейербер «Динора» Динора
- Доницетти «Лючия ди Ламмермур» Лючия
- Доницетти «Линда ди Шамуни» Линда
- Доницетти «Полиуто» Паолина
- Верди «Травиата» Виолетта
- Верди «Риголетто» Джильда
- Верди «Отелло» Дездемона
- Леонкавалло «Паяцы» Недда
- Т. Чухаджян «Каринэ» Каринэ
- Т. Чухаджян «Аршак II» Олимпия
- А. Тигранян «Ануш» Ануш

## Награды
- первое место, золотая медаль и гран-при международного конкурса вокалистов имени Франсиско Виньяса,
- первое место, золотая медаль и гран-при международного конкурса имени Винченцо Беллини,
- первое место, золотая медаль и гран-при международного конкурса «Гайаре—Карерас».